# Мулладжанов, Саид
Саи́д Мулладжа́нов (тадж. Саид Муллоҷонов), также известный как Саи́д Шахристани́ (тадж. Саид Шаҳристонӣ) — советский и таджикский учёный-историк, кандидат исторических наук, доцент. Член Академии наук Таджикской ССР.

## Биография
Родился в конце XIX века в городе Самарканде. Начальное образование получил в родном городе. В 1930-е годы окончил Коммунистический университет трудящихся Востока имени И. В. Сталина в Москве. Работал сначала преподавателем, а затем директором в учительском институте Ташкента. Затем работал директором в учебных заведениях Куляба и Шахринава, а также директором одной из школ Сталинабада (ныне Душанбе).
В 1937—1940 годах являлся деканом факультета Сталинабадского педагогического института (ныне Таджикский государственный педагогический университет имени Садриддина Айни). Также являлся руководителем Главлита при Совете министров Таджикской ССР, старшим научным работником института языков, литературы и истории при Академии наук Таджикской ССР. Известен как автор ряда статей, докладов и монографий по истории. Умер в 1955 году в Сталинабаде.